# Raechelle Banno

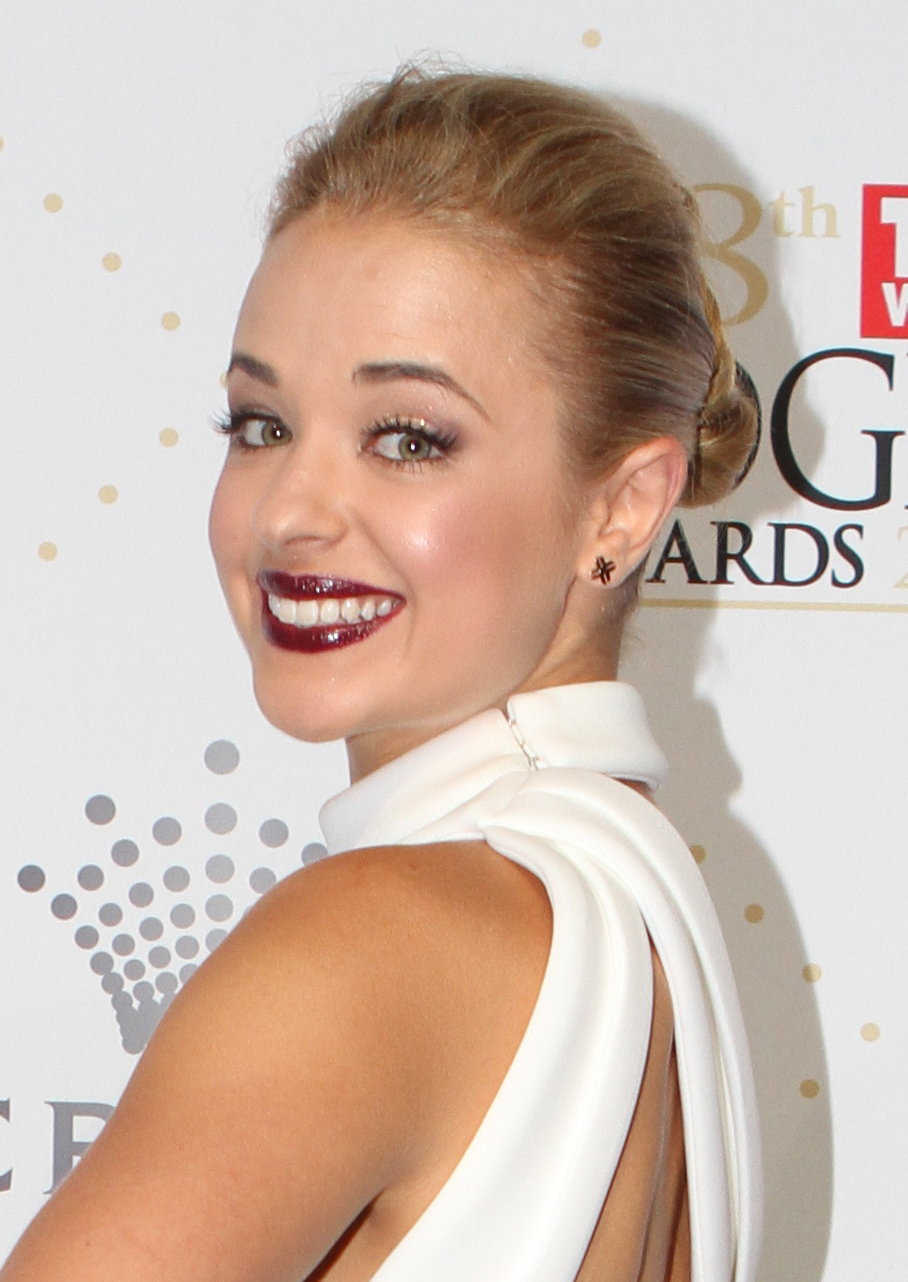
Raechelle Banno (2016)

Raechelle Banno (* 28. April 1993) ist eine australische Schauspielerin.

## Leben
Raechelle Banno wuchs in Sydney auf. Ihre Zwillingsschwester Karina Banno wurde ebenfalls Schauspielerin. Gemeinsam mit ihrer Zwillingsschwester besuchte sie die Fairfield West Public School und die Fairvale High School.
Eine erste Episodenrolle hatte sie 2013 in der Serie In Your Dreams – Sommer deines Lebens in der Folge Verliebter Jack. In der australischen Seifenoper Home and Away war sie von 2015 bis 2018 in 261 Folgen in der Rolle der Olivia Fraser-Richards zu sehen. 2019 spielte sie in der Science-Fiction-Fernsehserie Pandora des Senders The CW die Rolle der Atria Nine. In der deutschsprachigen Fassung wurde sie von Magdalena Höfner synchronisiert.
In der Fernsehserie 100% Wolf: Legend of the Moonstone lieh sie von 2020 bis 2021 in der englischsprachigen Fassung der Figur Scarlet Jagger ihre Stimme. In der vierteiligen Mini-Serie V.C. Andrews' Landry Family des Senders Lifetime basierend auf den Büchern von V. C. Andrews hatte sie 2021 als Ruby Landry eine Hauptrolle, während ihre Zwillingsschwester Karina die Rolle der Giselle übernahm.
In der 2024 veröffentlichten Filmbiografie Better Man – Die Robbie Williams Story von Michael Gracey über den britischen Sänger Robbie Williams verkörperte sie dessen frühere Freundin Nicole Appleton, ihre Zwillingsschwester stellte deren Schwester Natalie Appleton dar.

## Filmografie (Auswahl)
- 2013: In Your Dreams – Sommer deines Lebens (Fernsehserie, Folge Verliebter Jack)
- 2013: Exposure (Kurzfilm)
- 2018: Second Best (Kurzfilm)
- 2015–2018: Home and Away (Fernsehserie, 261 Folgen)
- 2018: Phenomena (Kurzfilm)
- 2019: Pandora (Fernsehserie, 13 Folgen)
- 2020: @BladeRoller: Case Unsolved (Kurzfilm)
- 2021: V.C. Andrews' Landry Family (Miniserie)
- 2020–2021: 100% Wolf: Legend of the Moonstone (Fernsehserie, 22 Folgen, Stimme)
- 2023: 100% Wolf: Book of Hath (Fernsehserie, Folge Return of the Poodle, Stimme)
- 2024: Better Man – Die Robbie Williams Story (Better Man)